# Galaktički kvadrant
 Ovo je glavno značenje pojma Galaktički kvadrant. Za druga značenja pogledajte Galaktički kvadrant (Zvjezdane staze).
Galaktički kvadrant je jedan od četiriju kružnih isječaka kojima je podijeljena Kumovska slama. 
U astronomskoj praksi kvadranti su u galaktičkom koordinatnom sustavu postavljeni sa Suncem kao ishodištem odnosno polom. Jednostavan je razlog zašto se Sunce uzima za ishodište umjesto galaktičkog središta, jer su sva ljudska astronomska promatranja sve do danas nastala na Zemlji, ili ako ne na planetu Zemlji, onda se nekog drugog položaja u Sunčevu sustavu.

## Podjela
Kvadranti su poredani i nazvani rednim brojevima: "1. galaktički kvadran", "drugi galaktički kvadrant" ili "treći kvadrant Galaktike". Gledano sa sjevernog galaktičkog pola, uz 0 stupnjeva (°) te pravac koji vodi od Sunca kroz galaktičkog središte, kvadranti su sljedeći:
- 1. galaktički kvadrant – 0° ≤ dužina (ℓ) ≤ 90°
- 2. galaktički kvadrant – 90° ≤ ℓ ≤ 180°
- 3. galaktički kvadrant – 180° ≤ ℓ ≤ 270°
- 4. galaktički kvadrant – 270° ≤ ℓ ≤ 360° (0°)

## Vanjske poveznice
- Milky Way Explorer